# Susan Tanner (diplomata)
Susan Tanner é uma diplomata australiana que ocupou muitos cargos no exterior, incluindo embaixadora no Chile de 1997 a 1999 e embaixadora na Espanha de 2003 a 2006.
Tanner formou-se na Universidade Flinders como bacharel em línguas europeias.